# Giulio Spallone
Giulio Spallone (Lecce nei Marsi, 11 settembre 1919 – Roma, 15 marzo 2014) è stato un politico italiano.